# 徳江一裕
徳江 一裕（とくえ かずひろ、1961年5月20日 - ）は、日本の俳優。東京都出身。旧芸名徳江 長政（とくえ ながまさ）。

## 人物・経歴
身長177cm（1983年）。高校生時代、走高跳で対抗戦での優勝経験がある。
1982年、テレビドラマ『オレ達全員奈津子の子』で、デビューする。その後は、脇役としてテレビドラマなどで活躍する。
新人の頃は築地市場でアルバイトをしながら俳優活動をしていた。

## 出演

### テレビドラマ
- オレ達全員奈津子の子（1982年、日本テレビ）
- 積木くずし（1983年、TBS）
- 明石貫平35才（1983年、日本テレビ）
- 事件記者チャボ! 第25話「息子は無実! 怒れチャボ!!」（1984年、日本テレビ） - 晴美
- 木曜ゴールデンドラマ （よみうりテレビ）
  - 「母の愛は死を越えて!!」（1984年）
  - 「非行母娘の対決!!」（1984年）
- ザ・ハングマンV 第10話「ファルコンが宝石強盗の襲撃に加わる!」（1986年、朝日放送） - 小山雄治
- どうぶつ通り夢ランド 第9話「ハートのサインが見えますか?」（1986年、テレビ朝日）
- 妻そして女シリーズ「奇数家族」（1987年、テレビ）
- 男と女のミステリー （フジテレビ）
  - 「見えない絆」（1988年）
  - 「別れを告げに来た男」（1990年）
- 暴れん坊将軍III 第45話「吉宗無情、寒菊は語らず!」（1988年、テレビ朝日） - 八田広之進
- 月曜・女のサスペンス（テレビ東京）
  - 「笛吹けば人が死ぬ」（1989年）
  - 「庭の薔薇の紅い花びらの下」（1989年）
- 火曜サスペンス劇場 （日本テレビ）
  - 「キタタキ絶滅」（1983年、三船プロダクション）
  - 「産婦人科病院から消えた女」（1987年、ヴァンフィル）
  - 「六月の花嫁シリーズ3・ウェディング・ベルが聞こえる」（1989年、ジェイミック） - 永井刑事
  - 「電話の向こうに誰がいる?」（1990年、IVSテレビ制作）
  - 「弁護士・朝日岳之助2・有罪率99%の壁」（1990年、国際放映）
  - 「灰色無罪」（1993年、東宝）
- 土曜ワイド劇場 （テレビ朝日）
  - 「こちら名探偵 出血奉仕」（1991年）
  - 「松本清張スペシャル・数の風景」（1991年）
  - 「刑事神崎省吾事件簿・椿の入れ墨をした女」（1992年）
  - 「フレンド旅行社シリーズ・鳥羽・賢島 同期会ツアー殺人事件」（1992年）
  - 「津軽海峡をわたる女」（1994年） - 鳥山刑事
  - 「7人のOLが行く!」（1994年） - 比嘉刑事
  - 「愛と死の殺人航路」（1994年） - 津村警部補
  - 「大惨事 ツアーバス転落」（2001年） - 検事
  - 「捜査回避」（2002年） - 笹原刑事
  - 「少年被疑者」（2002年）
- 火曜ミステリー劇場 （テレビ朝日）
  - 「十津川警部の反撃」（1991年）
  - 「『スーパービュー踊り子』同窓会殺人旅行」（1991年）
- ワタシをもらって!（1992年、TBS）
- 世にも奇妙な物語「見たら最期」（1992年、フジテレビ）
- 適齢期（1994年、TBS）
- 天までとどけ 第1・2・7シリーズ（1991年 - 1992年・1998年、TBS） - 古賀明人
- 半七捕物帳 第9話「恋しぐれ鎌倉河岸」（1992年、日本テレビ） - 岩城屋万之助